# Mustapha Bourgogne
Mustapha Bourgogne (مصطفى بوركون), de son nom complet Mustapha Smairkandi, né le 19 septembre 1962 à Casablanca., est un chanteur et auteur-compositeur-interprète marocain qui joue en priorité du violon.

## Biographie
Connu encore plus sous le nom de Mustapha Bourgogne (Bourgogne, quartier de Casablanca, où il grandit et commence sa carrière).
Il est connu comme un chanteur de chaâbi, genre musical marocain.
Dans les années 1980 il fait partie de la troupe Noujoum Bourgone,. En 1990, il entame sa carrière solo et connait beaucoup de succès avec plusieurs tubes comme « twahchteke ya lmima », « tiyara », « ya lsmar ya zine », « ghadbana », « matelti aliya elhob », « weld el hajja » … ; il a à son actif plus de 50 chansons.
Selon le journal Libération, «son jeu au violon rappelle celui du mythique Maréchal Kibou, pionnier des années 30 qui donna à cet instrument ses lettres de noblesse marsaoui» (la marsaoui est un genre de chanson populaire marocaine).
En 2002 : début d'une carrière musicale différente au sein du Cinéma marocain marquée par la musique et chansons du film Casablanca By Night, puis de sa deuxième partie Casablanca Day Light en 2003 de Mustapha Derkaoui et autres dont : trik essah 2004 et La brisure en 2006 de Abdelkrim Mohammed Derkaoui, "Pardon Papa"(2006) de Mohamed Ismail et « chouk essedra » (2015) de Chafik Esshaimi.
En 2015, Mustapha Bourgogne a été décoré au palais Marshan de Tanger par le Roi Mohamed VI,  lors de la fête de la jeunesse: Wissam Al Moukafaa Al Wataniya de classe (Officier).

## Discographie
- 2011 : Dima Maghrib
- 2015 : Bezaf 3lik Tkoun Hbib